# 로센달

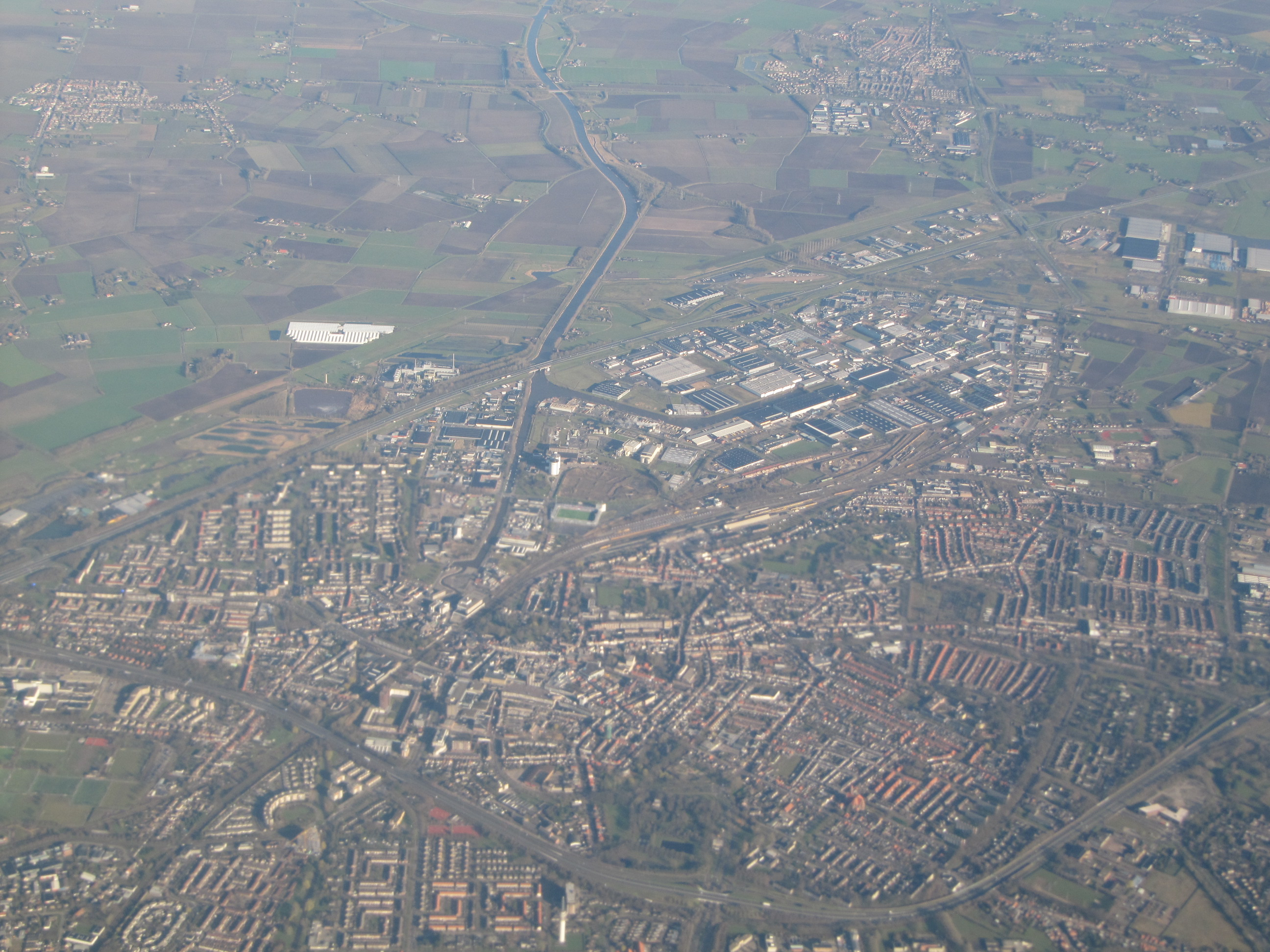
로센달 시가지

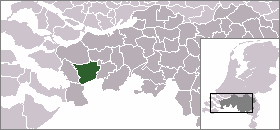
로센달의 위치

로센달(네덜란드어: Roosendaal)은 네덜란드 남부 노르트브라반트주의 도시로 면적은 107.16km2, 높이는 3m, 인구는 76,959명(2014년 5월 기준), 인구 밀도는 723명/km2이다.

시기
시 문장